# Huamin Imperial Tower
La Huamin Imperial Tower (en chino simplificado, 华敏帝豪大厦; pinyin, Huá mǐn dìháo dàshà), también conocida como Huamin King Tower, es un rascacielos de uso mixto situado en Shanghái, China. Tiene 258 m de altura, 63 plantas y fue completado en 2010. Es el 13º edificio más alto de Shanghái y el 50.º más alto de China. 
El edificio fue promovido por Huamin Group y diseñado por ECADI (East China Architectural Design Institute).

## Localización y distribución
Está situada en el "Triángulo de Oro" del distrito financiero Nanjing West Road, en el distrito de Puxi. Contiene una torre de oficinas de clase A y un hotel de cinco estrellas. Esta es la distribución del uso de las plantas:
| Plantas                     | Uso                           |
| 19, 35, 53, 68 y superiores | Plantas técnicas y de refugio |
| 38-68                       | Hotel                         |
| 6-33                        | Oficinas                      |
| 5                           | Centro de negocios            |
| 1-3                         | Comercios                     |
| Sótanos 1-4                 | Aparcamiento                  |

Una parte (aproximadamente 6 000 m²) de la parcela de 10 000 m² es una zona verde y parque, al que tendrán vistas los ocupantes de la torre. Este espacio natural pretende crear una sensación de serenidad combinando elementos interiores y exteriores.

## Torre de oficinas
El diseño de la torre de oficinas combina elementos de la arquitectura tradicional china con la arquitectura contemporánea. Una de sus características más destacables es la simetría. La fachada está compuesta por un muro cortina de cristal y aluminio dorado.
La superficie total de las oficinas es de 46 610 m², con una media por planta de 2 100 m². La altura del suelo al techo es de 2,80 m y las plantas son libres de columnas. Tienen dos generadores de emergencia de 1500 kV. La zona de oficinas está servida por 8 ascensores que alcanzan una velocidad máxima de 4 m/s. Hay otros dos ascensores que llevan al aparcamiento y dos montacargas.

## Hotel
El hotel de cinco estrellas se sitúa en las plantas 36-68 y tiene 561 habitaciones que oscilan entre 36 y 342 m² de superficie. En el hotel operan restaurantes chinos, occidentales y japoneses. También dispone de salas de conferencias y reuniones, un spa, un bar y lounge, tiendas y otros servicios para los huéspedes.